# Reginald Fielding
Reginald Fielding, (Londres, 4 de setembre de 1909 - Toronto, 25 de novembre de 1983) fou un ciclista canadenc, que es va especialitzar en les curses de sis dies de les quals va aconseguir 6 victòries en 62 participacions.

## Palmarès
- 1932
  - 1r als Sis dies de Mont-real (amb William Peden)
  - 1r als Sis dies de Toronto (amb William Peden)
- 1934
  - 1r als Sis dies de Milwaukee (amb Fred Ottevaire i Jimmy Walthour)
  - 1r als Sis dies de Minneapolis (amb Piet van Kempen i Heinz Vopel)
- 1935
  - 1r als Sis dies d'Oakland (amb Jules Audy)
- 1936
  - 1r als Sis dies de Minneapolis (amb Henri Lepage)